# 座敷牢
座敷牢（ざしきろう）とは、外部から施錠する形で私宅に設けられた部屋の俗称である。

## 概要
座敷牢は、監獄などのような犯罪者収容のための施設ではなく、単に設置者ないし利用者の私的な理由によって対象を軟禁（監禁）するための施設である。大きな屋敷の一角、離れ、土蔵などを厳重に仕切り、施錠し、収容者が外へ出る自由を奪い、外部との関係を遮断させる仕組みとされていた。
江戸時代から、「指籠（さしこ）」とよばれる手に負えなくなった乱心（心神喪失）者を収容するための木造の宅内施設が存在したとされ、江戸後期には「入檻」と呼ばれていた。収容者が外部と交流することは厳しく制限された。出入り口は外部から施錠されている。
便所など衛生設備は室内に設けられる場合もあれば、壺や甕で代用されることもあった。

## 利用の形態
現代では西洋医学により精神障害と解明されている病は、かつて狐憑きや狸憑きなどの憑依・もしくは「一族の祟り」といった霊的存在の業であると信奉されてきた。
建築物として、作り置きの座敷牢は存在せず（存在すれば単なる牢屋である）、一般には座敷牢に監禁された者が解放、もしくは死を迎えた際には、監禁が表面化しないよう速やかに解体される。
江戸時代やそれ以前の武家社会では、大名や旗本といった相応の役職にありながら、素行問題などでその立場で権力を振るうのが適切ではないと判断された際にそれらの行動・権力を制限するために用いられた。主君押込のような風習も見られ、例えば執政に不適な者を押し込めておくために利用された。
明治時代以降、座敷牢は中流以上の家庭にあったとされる。西洋医学の導入で癲狂院（精神病院）が東京府・京都府に開院されるが、華族や豪商など名家・富豪が極わずかに入院できたものの、圧倒的に供給は不足していた。また先述の通り狐憑きは身内の恥であり家で隠し通すものという道徳観から、こっそりと座敷牢が造られた。素行不良者を監禁するため造られた家もある。
出生に問題がある（不義密通の子供など）者を隠匿するために座敷牢に幽閉するというのは、物語などでしばしば扱われる題材であったが、実際に行われていたかどうかはわかっていない。手塚治虫も『奇子』作中にて、当時の封建制に絡めて取り上げている。
1883年に相馬事件が発生すると、「日本では精神病患者は無保護の状態にある」として諸外国にも報道され、国内でも治安維持のため狐憑病を一層管理すべきとの論調が強まる。しかし癲狂院が圧倒的に不足していたことから政府も「社会不適合者は身内で何とかするもの」という因習に依存しながら、1900年に施行された精神病者監護法によって、「座敷牢を監護義務者（主に家族）は届け出たうえで警察や保健所が監督し私宅監置とする」流れとなった。
またヨーロッパなどでも貴族の虜囚（戦争捕虜や政治犯）を一定の快適な室内に軟禁ないし監禁する場合があり、ロンドン塔はしばしば内部の建物がそのような用途に用いられた。中には使用人を置く事を許されていたケースも希にあったが、これが政治的策謀の延長で暗殺されたりして、そのまま闇に葬られたケースも少なくなかった模様である。似たような境遇としては、鉄仮面（仮面の男）と呼ばれる伝説・作品群も見られる。